# Одинокий голубь: Возвращение
«Одинокий голубь: Возвращение» (англ. Return to Lonesome Dove) — мини-сериал, поставленный режиссёром Майком Роубом в 1993 году. Продолжение мини-сериала «Одинокий голубь», основанного на романе Ларри МакМёртри. Мини-сериал был номинирован на премию «Эмми» за лучшую операторскую работу для мини-сериала или телефильма.

## Сюжет
В продолжении идёт рассказ о том, как капитан Вудро Ф. Колл, в прошлом известный техасский рейнджер, вместе со своим старым боевым товарищем Гидеоном Уокером, собираются перегнать из Техаса в Монтану стадо диких мустангов.
В ходе действия развиваются несколько сюжетных линий. По поручению Колла Уокер набирает в Сан-Антонио команду опытных ковбоев. Поначалу ему не удаётся найти никого, кроме недружелюбных белых бродяг, которых приходится гнать взашей. Но вскоре с ним соглашается поехать в Монтану опытный чёрный ковбой Айсом Пикетт, прихвативший с собой семью и брата-загонщика, а затем нанимается на работу юная амазонка Агостина, мексиканская дочь покойного Огастаса «Гаса» МакКри, взявшая с собой чуть ли не целую деревню мексиканских вакеро. 
В Монтане молодой внебрачный сын и помощник Колла Ньют, которого тот оставил старшим на ранчо «Хэт-крик», спасает от преступников Фэрис — юную жену соседа-землевладельца Грега Даннигана, завоевав благосклонность её влиятельного супруга. Бывшая проститутка из Канзаса, выкупленная амбициозным стариком-нуворишем, Фэрис ветрена и избалована, и сразу же «кладёт глаз» на симпатичного, но наивного паренька. Воспользовавшись чувствами молодых людей, беспринципный Грегор решает прибрать к рукам сначала самого Найта, а затем и всё ранчо его отца. 
Случайно Найт убивает в салуне двоих местных жителей и решением суда приговаривается к повешению. Он шлёт телеграмму в Небраску Кларе Аллен с просьбой о помощи, но вскоре у неё из-за вспыхнувшего в прерии пожара гибнет в огне всё хозяйство. Дальновидный Грегор выкупает юношу из тюрьмы, в обмен на верную службу и преданность. Тем временем назначившему Найту встречу в Огаллале Коллу буквально чудом удаётся бежать от захватившей его банды кайова. 
Одновременно в Монтане развивается противостояние между крупными владельцами скота и независимыми хозяевами небольших ферм, в которое оказываются вовлечены главные герои…

## В ролях
- Джон Войт — Вудро Ф. Колл
- Барбара Херши — Клара Аллен
- Рикки Шродер — Ньют Доббс
- Луис Госсетт мл. — Айсом Пиккетт
- Уильям Петерсен — Гидеон Уокер
- Оливер Рид — Грегор Данниган
- Риз Уизерспун — Фэрис Данниган
- Деннис Хэйсберт — Джек Джексон
- Тимоти Скотт — Пит Паркер
- Крис Купер — Джулай Джонсон
- Си Си Эйч Паундер — Сара Пиккетт
- Ниа Пиплз — Агостина Вега
- Барри Табб — Джаспер Фант

## Другие сериалы цикла
Кроме того, в рамках цикла «Одинокий голубь» по мотивам произведений писателя Ларри Макмёртри создано ещё четыре мини-сериала: «Одинокий голубь» (1989), «Улицы Ларедо» (1995), «Прогулка мертвеца» (Dead Man’s Walk, 1996), «Луна команчей» (Comanche Moon, 2008).